# Карло Карлеї
Ка́рло Карле́ї (італ. Carlo Carlei; нар. 16 квітня 1960, Нікастро, Калабрія, Італія) — італійський режисер і сценарист.

## Біографія
Ще в дитинстві цікавився кінофільмами, коміксами та американською літературою, особливо науковою фантастикою. У 1981 році відвідував Кіношколу Гомон, яку створив Ренцо Росселліні. У 1983 році брав участь у епізоді фільму «Juke-Box».
У 1991 році створив фантастичний фільм «Капітан Космо» (Capitan Cosmo, 1991), який був першим італійським фільмом, знятим у форматі телебачення високої роздільної здатності (HDTV). На фестивалі електронного кіно в швейцарському місті Монтре він був нагороджений за найкращі спецефекти і як найкращий фільм.
Міжнародний успіх прийшов до Карло Карлеї після його фільму 1993 року «Втеча невинного». Хоч фільм не мав особливого успіху в Італії, проте став культовим у Сполучених Штатах і у 1994 році був номінований на премію «Золотий глобус» Голлівудської асоціації іноземної преси як найкращий закордонний фільм.
Між 1996 і 1998 роками Карлеї розробляв різні проекти для голлівудських студій: «Я — Легенда» (Warner Bros.), «Шибайголова» (Fox), «Історія мангеттенського привиду» (Carolco), «Спалахування» (Де Лаурентіс) і «Розповідь про двох однокласників» (New Regency), які не були реалізовані.
У 2008 році Карлеї написав сценарій та зняв фантастичний телефільм «Втеча на свободу — Авіатор» (ТБ), про час нацистської окупації Генуї в 1943 році.

## Фільмографія
- 1993: «Втеча невинного» / (La corsa dell'innocente)
- 1995: «Везунчик» / (Fluke)
- 2000: «Отець Піо» (ТБ) / (Padre Pio)
- 2008: «Втеча на свободу — Авіатор» (ТБ) / (Fuga per la libertà — L'aviatore)
- 2013: «Ромео і Джульєтта» / (Romeo and Juliet)
- 2017: «Виродки Піццофальконе» (ТБ) / (I bastardi di Pizzofalcone)

## Нагороди
- 1993: Нагорода Міжнародного кінофестивалю у Гемптоні[en] за фільм 1993 року «Втеча невинного»
- 2001: Нагорода Los Angeles Italian Film Awards за телефільм 2000 року «Отець Піо»